# Zyginopsis atropictila
Zyginopsis atropictila är en insektsart som först beskrevs av M. Firoz Ahmed 1970.  Zyginopsis atropictila ingår i släktet Zyginopsis och familjen dvärgstritar. Inga underarter finns listade i Catalogue of Life.